# 비디오 카메라 튜브

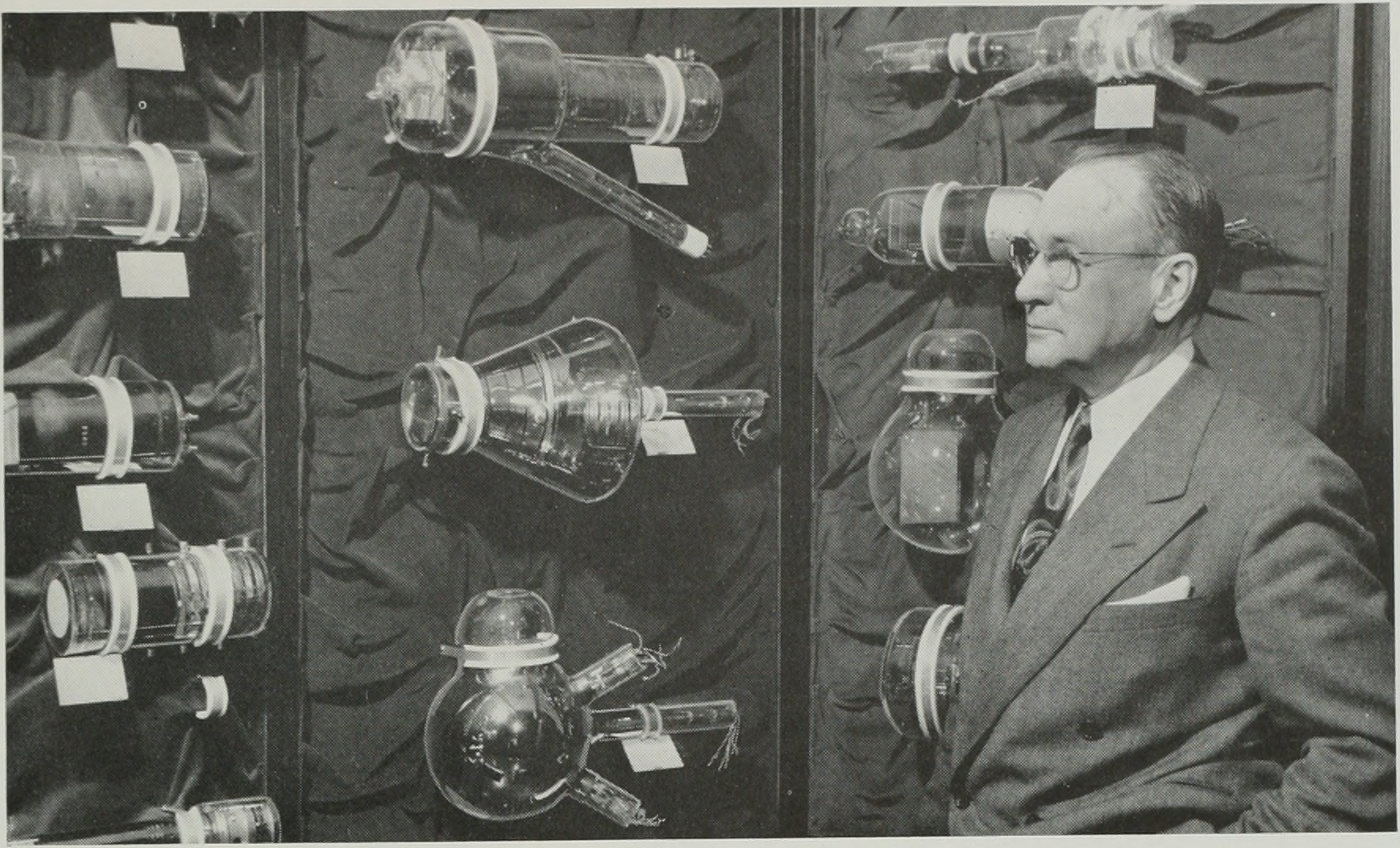
1954년의 초기의 다양한 실험적 비디오 카메라 튜브의 전시 모습

비디오 카메라 튜브(video camera tube) 또는 촬상관(撮像管)은 1980년대 전하결합소자(CCD)가 도입되기 이전에 텔레비전 이미지를 포착하기 위해 사용된 음극선관에 기반한 장치이다. 1930년대 초부터 1980년대까지 각기 다른 종류의 튜브가 사용되었다.

## 이미지 오시콘
이미지 오시콘(image orthicon)에 대한 설명은 아래와 같다.
왼쪽 끝의 유리면을 페이스 플레이트(face plate)라 하고, 그 내면에 광전면이 붙어 있다. 광전면은 앞에서 설명한 BiOAgCs의 미립자(微粒子)가 모여서 되어 있으며, 이 미립자의 하나하나가 미소 광전관(微小光電管)으로서 동작한다.
빛이 광전면에 닿으면 이 광전면에서 오른쪽(내부)으로 광전자가 방출된다. 이 광전자는 오른쪽으로 진행하여서 타깃 메시(target mesh)라고 하는 무수하게 작은 구멍을 가진 동박(銅箔의 전극을 지나 타깃 글라스(target glass)라고 하는 유리의 얇은 판에 충돌한다.
이 충돌로 유리면에서 다른 전자가 튕겨져 나와 타깃 메시에 흡수된다. 이와 같이 튕겨져 나온 전자를 들어오는 전자(1차 전자)에 대하여 2차 전자라고 하는데 이 양은 1차 전자보다 많다. 이렇게 하여 증폭(增幅)이 행하여지며, 그 결과 유리면에 상의 명암에 응한 대량의 플러스의 전기가 축적된다.
이것을 전하상(電荷像)이라고 한다. 그런데 유리는 조금 온도를 높여서 사용되므로 그 전기저항은 그다지 높지 않다. 이 때문에 유리판의 왼쪽면의 플러스의 전기는 곧 오른쪽 면에 나타나게 된다.
이 상태로 그림 오른쪽 끝의 전자를 가는 흐름으로 하여 내보내는 전극, 즉 전자총(電子銃)으로부터 전자빔(電子 beam：전자의 가는 흐름)을 방사, 유리면을 차례로 주사한다. 지금 만일 유리면에 플러스의 전기가 없으면 이 전자빔은 반발되어 되돌아간다.
그러나 유리면에 플러스의 전기가 있으면 전자빔 속의 마이너스의 전자의 일부는 유리판에 닿아 거기에 있는 플러스의 전기와 중화한다. 즉 유리판에 플러스의 전기가 있는 곳에서는 되돌아가는 전자의 점이 그만큼 적어지게 된다.
물론 유리판 위의 플러스의 전기는 앞에서 설명한 바와 같이 광전면상(光電面上)에 막아진 상의 명암에 응한 것이다. 따라서 전자총 부근에 되돌아오는 빔(beam)의 세기는 화상의 각점의 명암에 응한 것이 된다. 즉, 전자빔이 전환 스위치의 구실을 하여 화상(畵像)이 전기신호로 변환된 것이 된다.
전자총의 둘레에 붙어 있는 다이노드(dynode)라는 부분은 이 되돌아가는 전자를 더욱 증폭하기 위한 것이다. 은이나 마그네슘의 합금으로 만들어져 있으며, 전자가 닿으면 차례로 2차 전자를 방출하는데 이 2차 전자의 양도 1차전자의 양보다 더 많다. 이렇게 하여 큰출력이 얻어지게 된다. 이것을 전자류증배(電子流增倍)라고 한다.
이미지 오시콘은 달빛 속에서도 화상을 포착할 수 있어 감도·화질적인 점에서 현재 가장 우수한 촬상관으로 꼽히고 있다. 그러나 직경이 나 되어 주로 스튜디오용으로서 쓰이고 있다.

## 비디콘
비디콘(vidicon)은 이미지 오시콘과 달리 광도전현상을 이용한 것이다. 페이스 플레이트의 유리의 내면에 투명한 산화주석(SnO2)의 네사막(nesa 膜)이라는 박막이 있다. 네사막은 신호를 얻어 내는 전극으로서 동작한다.
광도전물질인 삼황화안티몬(Sb2S3)은 이 네사막의 전자총으로부터의 표면에 두께 수μ의 얇은 층으로 붙어 있다. 이것을 사용할 때는 네사막에 20-40V의 플러스의 전압을 걸어 둔다. 지금 빛이 네사막을 통하여 광도전물질의 박층(薄層)에 닿으면, 그 전기저항은 빛의 양에 따라서 저하한다. 이렇게 하여 박층의 전자총측의 표면에는 빛의 강약, 즉 상의 명암에 따른 플러스의 전기가 나타난다. 이 전하상(電荷像)은 네사막과의 사이의 아주 작은 정전용량(靜電容量)에 축적된다.
그런데 이것을 전자빔으로 주사하면 빔 속의 전자의 일부가 여기에 뛰어든다. 그러나 그 양은 플러스의 전기가 많은 부분, 즉 빛이 강한 부분일수록 많다. 이렇게 하여 네사막으로부터는 빛의 명암에 응하여 변화하는 전류, 즉 신호 전류가 얻어지게 된다.
비디콘(vidicon)은 구조가 간단하다. 관(管)의 직경도 25mm가 표준이며, 작은 것은 이의 반밖에 되지 않는 것도 있다. 따라서 비디콘은 휴대용 또는 필름 촬상용의 카메라, 스튜디오의 보조카메라, 나아가서는 인공위성이나 우주로켓의 카메라로 쓰인다.
광도전물질(光導電物質)로 쓰이고 있는 삼황화안티몬 대신 산화납(P)을 사용한 것이 실용되고 있다. 이것을 프란비콘이라고 하며, 특히 컬러 텔레비전용 카메라로서 주목되고 있다. 비디콘도 이미지 오시콘과 마찬가지로 되돌아오는 빔 및 전자류증배(電子流增倍)를 사용할 수 있으나 구조가 복잡해지며, 간단하여 쓰기 좋다는 특징을 잃게 되므로 이러한 방법은 쓰이지 않고 있다.

## 같이 보기
- 프로페셔널 비디오 카메라